# استان ذی‌قار
استان ذی‌قار (به عربی: محافظة ذی‌قار) از استان‌های کشور عراق است.

## تاریخچه
این استان پیش از این منتفک نام داشت و در زمان جمهوری عراق نام آن به استان ناصریه تغییر یافت.
نام کنونی آن برگرفته از نام جنگ ذوقار است که در روزگار پیش از اسلام میان سپاه خسرو پرویز و قبایل بکر بن وائل در این محل درگرفت.
دولت بعث عراق به خاطر گرایش‌های ملی‌گرایانه عرب، در سال ۱۹۶۹ این نام را برای این استان برگزید.
استان ذی‌قار محل تمدن باستانی سومر است و ویرانه‌های شهرهای باستانی هم‌چون اور، اریدو، لاگاش و نگیرسو در آن جای گرفته‌اند.

## شهرهای استان ذی قار
1. ناصریه
2. شطره
3. الفهود
4. سوق الشيوخ
5. البطحاء
6. الرفاعی
7. الجبايش
8. قلعة سكر

## جغرافیا
این استان در جنوب عراق واقع شده و مرکز آن شهر ناصریه است.

## ساختار جمعیتی
جمعیت این استان در حدود یک میلیون و ۸۰۰ هزار نفر است که بیشتر آن‌ها شیعه هستند. گروه‌هایی از صابئیها نیز در این استان سکونت دارند.

## بخش‌ها
- چبایش
- ناصریه
- الرفاعی
- شطره
- سوق‌الشیوخ
- قلعه سکر
- الغراف
- الفجر